# Авдотьїне
Авдотьїне (Мандрикине) — колишнє село, у 1930-х роках органом самоврядування була Авдотьїнська сільська рада, нині територія міста Донецьк.

## Загальні дані
В конці XVIII століття дворянин Данило Мандрікин, ад'ютант Олександра Суворова, отримав землю на правому березі річки Кальміус та заснував в 1803—1810 роках зимівник Мандрикине, згодом село Авдотьїне, назвавши в честь матері.
В Авдотьїному поселяли переважно переселених поляків. 1859 року в селі проживало 380 людей.
Авдотьїне знаходилося нижче села Олександрівка, землі належали родині Мандрикіних, котра після реформи 1861 року втратила вплив на селян, проте зберегла велике угіддя.
1842 року в Авдотьїному коштами поміщика Мандрикіна збудовано кам'яну церкву святого Великого Князя Олександра Невського.
В 1887 році купець Пейсах Животинський побудував в селі Авдотьїнський винокурний завод №9 (в майбутньому перейменований в Донецький лікеро-горілчаний завод).

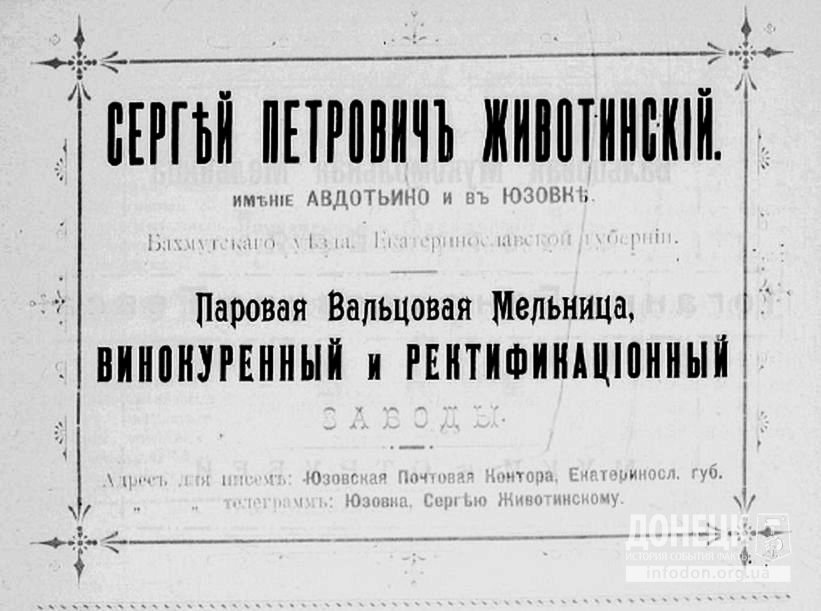
В 1887 році купець Пейсах Животинський побудував в селі Авдотьїнський винокурений завод №9

1930 року в Авдотьїному закладено цвинтар.
Селище постраждало внаслідок геноциду українського народу, вчиненого урядом СССР у 1932—1933 роках, кількість встановлених жертв — 186 осіб.
Станом на 2010-ті роки — місцевість у Ленінському районі Донецька.

## Населення
| Рік             | 1859 | 1886 | 1908 | 2001 |
| Кількість, осіб | 380  | 862  | 1832 |      |

## Відомі особистості
В поселенні народився:
- Борисенко Костянтин Степанович (1905—1975) — фахівець у галузі гірничої механіки.